# ファイアトーチ
ファイアトーチ（fire torch）とは、火のついた棒を持ち、団体で行うパフォーマンス。ファイヤートーチ、トーチトワリング（torch twirling）、火舞い、火の舞、ファイヤーダンス（fire dance）などとも呼ばれる。主に愛知県の学校行事の一環として行われている。

## 総説

### 来歴
愛知キャンプカウンセラー協会によると、1960年代に蒲郡市のキャンプ場でキャンプファイヤーを実施した際、ある教諭が愛知県内発祥の手筒花火への点火時のパフォーマンスに着想を得て×の字に振り回してから着火したことが始まりで、その後、新体操のこん棒やポリネシアンのファイヤーダンスなどの要素を取り入れながら、1970年代後半から多くの学校に広まったという。名古屋市立の小学校・中学校のうち40校を調べたところ、小学校の半数、中学校のすべてでおこなわれていた。他方、岐阜市の小学校・中学校40校、津市の小学校・中学校40校を調査した結果、野外学習で実施する学校は皆無であった。なお、火の使用は危険であることからケミカルライトを採用する小学校が増えているという。
名古屋市では、市立中学校2年生が野外学習で取り組む伝統行事となっていた。名古屋経済大学市邨中学校・高等学校・愛知県立旭丘高等学校・愛知県立大学・愛知教育大学などでは、クラブ活動で取り組む例がある。

### 事故と廃止
2019年7月26日、名古屋市立守山東中学校の校庭で2年生十数人が練習中、男子生徒の衣服に火が燃え移り、右腕の手首から肘にかけて重い熱傷を負う事故が発生した。更に53歳(当時)の指導教諭は熱傷を負った男子生徒に「罰が当たった」との不適切な発言をしていた。学校側は教育委員会に事故報告せず8月3日に名古屋市稲武野外教育センターで行われた野外学習を予定通り実施した。実施教育委員会は保護者からの連絡で初めて事態を知った。2021年、この指導教諭は業務上過失傷害罪容疑で書類送検された。2022年3月23日、名古屋簡易裁判所は当時53歳の教諭に罰金30万の略式命令を下した。
学校側はやけどの程度を甘く見ていたため、連絡をしていなかったと釈明。また消火の際、衣服等に燃え移った際は大至急水をかけることがマニュアルで明記されていたが、指導教諭は男子生徒の右腕を脚で思い切り踏みつけていたことも判明した。これを受け、名古屋市教育委員会は「現状では安全が確保できない」として、2019年8月13日付で今年度のトーチトワリングの禁止を通知した。また、8月27日、事故の最大の原因はマニュアルに反して灯油をしみこませたタオルを絞らなかったことと考えられる。指導に当たった10人の教諭のうちマニュアルに目を通していたのは1人だったことも判明した。やけどなどの事故が2017年度7件・2018年度16件・2019年度14件起きていた、などと明らかにした。2021年、名古屋市教育委員会は安全性の確保が困難であることから、同市の小中学校でのトーチトワリングを事実上禁止と決定した。
西山豊が日本スポーツ振興センターから入手した資料によると、2015年度から2017年度の3年間に、愛知県下でおきた「トーチ」「火の舞」の事故は73件あり、そのうち47件は熱傷であり、深度3度に至る事故もあった。
愛知県外では、神戸市総合教育センターによる新規採用教員研修に取り入れられた例がある。